# NGC 1809
NGC 1809 é uma galáxia espiral (Sc) localizada na direcção da constelação de Dorado. Possui uma declinação de -69° 34' 06" e uma ascensão recta de 5 horas, 02 minutos e 05,3 segundos.
A galáxia NGC 1809 foi descoberta em 1834 por John Herschel.